# ボグダン・シュスト
ボグダン・シュスト（Bohdan Romanovych Shust、1986年3月4日 - ）は、ウクライナの元サッカー選手。元ウクライナ代表。ポジションはゴールキーパー。

## 来歴
2006年2月にウクライナ代表デビュー。2006 FIFAワールドカップのメンバーにも選ばれた。ウクライナ代表で4試合に出場した。

## 代表歴

### 出場大会
- ウクライナ代表
  - 2006 FIFAワールドカップ

### 試合数
- 国際Aマッチ 4試合 0得点（2006年-2007年）[1]

| ウクライナ代表 | 国際Aマッチ | 国際Aマッチ |
| 年             | 出場        | 得点        |
| -------------- | ----------- | ----------- |
| 2006           | 3           | 0           |
| 2007           | 1           | 0           |
| 通算           | 4           | 0           |